# Dictyla
Dictyla is een geslacht van wantsen uit de familie netwantsen (Tingidae). Het geslacht werd voor het eerst wetenschappelijk beschreven door Carl Stål in 1874 .

## Soorten
Het genus bevat de volgende soorten:

- Dictyla abyssinica (Drake, 1954)
- Dictyla affinis Rodrigues, 1987
- Dictyla aima Drake, 1961
- Dictyla ainsliei (Drake & Poor, 1938)
- Dictyla alia Drake & Cobben, 1960
- Dictyla amitina (Horváth, 1925)
- Dictyla aridula Linnavuori, 1961
- Dictyla aurigana (Drake, 1954)
- Dictyla australis Rodrigues, 1987
- Dictyla balli (Drake, 1922)
- Dictyla berryi (Drake, 1943)
- Dictyla burgeoni (Schouteden, 1923)
- Dictyla c-nigrum (Champion, 1898)
- Dictyla cheriani (Drake, 1936)
- Dictyla collarti (Schouteden, 1953)
- Dictyla coloradensis (Drake, 1917)
- Dictyla comes (Drake, 1948)
- Dictyla compressicollis Péricart, 1981
- Dictyla concinna Golub, 1979
- Dictyla convergens (Herrich-Schaeffer, 1835)
- Dictyla dollingi Rodrigues, 1982
- Dictyla echii (Schrank, 1781)
- Dictyla ehrethiae (Gibson in Drake, 1917)
- Dictyla eudia Drake & Quadri, 1964
- Dictyla evidens (Drake, 1923)
- Dictyla femoralis (Stål, 1873)
- Dictyla figurata (Drake, 1922)
- Dictyla flavipes (Signoret, 1861)
- Dictyla fulvescens (Kiritshenko, 1952)
- Dictyla gerardi (Schouteden, 1953)
- Dictyla haitiensis (Drake & Poor, 1938)
- Dictyla heissi Linnavuori and Péricart, 2006
- Dictyla hessarghattaensis Livingstone & Jeyanthibai, 1994
- Dictyla humuli (Fabricius, 1794)
- Dictyla imparis (Drake, 1954)
- Dictyla indigena (Wollaston, 1858)
- Dictyla jacobsi Rodrigues, 1990
- Dictyla labeculata (Uhler, 1893)
- Dictyla leporis (Drake, 1937)
- Dictyla lithospermi Ribes, 1967
- Dictyla litotes Drake & Hill, 1964
- Dictyla loricata (Distant, 1888)
- Dictyla lupata (Drake & Poor, 1936)
- Dictyla lupudi (Herrich-Schaeffer, 1837)
- Dictyla lupuli (Herrich-Schaeffer, 1837)
- Dictyla minuta Golub, 1976
- Dictyla monotropidia (Stål, 1858)
- Dictyla montandoni (Horváth, 1885)
- Dictyla nassata (Puton, 1874)
- Dictyla nigra Golub, 1981
- Dictyla nodipennis (Horváth, 1910)
- Dictyla novaki Drake & Ruhoff, 1962
- Dictyla orientalis Golub, 1981
- Dictyla parilis (Drake, 1936)
- Dictyla parmata (Distant, 1888)
- Dictyla patquiana (Drake, 1955)
- Dictyla pauliani Rodrigues, 1992
- Dictyla picturata (Distant, 1902)
- Dictyla platyoma (Fieber, 1861)
- Dictyla poecilla Drake & Hill, 1964
- Dictyla pongana (Drake, 1953)
- Dictyla pucallpana (Drake & Hambleton, 1945)
- Dictyla putoni (Montandon, 1895)
- Dictyla rasilis (Drake & Maa, 1955)
- Dictyla rotundata (Herrich-Schaeffer, 1835)
- Dictyla ruficeps (Horváth, 1905)
- Dictyla salhbergi (Horváth, 1906)
- Dictyla salicorum (Baba, 1925)
- Dictyla sauteri (Drake, 1923)
- Dictyla schoutedeni Rodrigues, 1979
- Dictyla senegalensis Rodrigues, 1979
- Dictyla seorsa (Drake & Poor, 1937)
- Dictyla sessoris (Drake & Poor, 1937)
- Dictyla sima Seidenstücker, 1975
- Dictyla sjostedti (Horváth, 1910)
- Dictyla subdola (Horváth, 1905)
- Dictyla theroni Rodrigues, 1984
- Dictyla triconula (Seidenstücker, 1954)
- Dictyla tuberosa (Horváth, 1929)
- Dictyla uichancoi (Drake & Poor, 1937)
- Dictyla uniseriata (Horváth, 1929)
- Dictyla variabilis Rodrigues, 1976
- Dictyla veterna (Scudder, 1890)
- Dictyla wollastoni (Heer, 1865)